# Liste des sites Ramsar au Costa Rica
Cet article recense les zones humides du Costa Rica concernées par la convention de Ramsar.

## Statistiques
La convention de Ramsar est entrée en vigueur au Costa Rica le 27 avril 1992.
En janvier 2020, le pays compte 12 sites Ramsar, couvrant une superficie de 5 697,42 km2.

## Liste
| Site                                 | Province                 | Notes | Date             | Superficie (km²) | Altitude (m) | Identifiant Ramsar | Identifiant WDPA | Coordonnées                         | Photo |
| ------------------------------------ | ------------------------ | ----- | ---------------- | ---------------- | ------------ | ------------------ | ---------------- | ----------------------------------- | ----- |
| Parc national Palo Verde (es)        | Guanacaste               |       | 27 décembre 1991 | 245,19           | 0 - 60       | 540                | 67863            | 10° 19′ 59″ nord, 85° 19′ 59″ ouest |       |
| Caño Negro (es)                      | Alajuela                 |       | 27 décembre 1991 | 99,69            | 30           | 541                | 67864            | 10° 52′ 01″ nord, 84° 45′ 00″ ouest |       |
| Tamarindo (en)                       | Guanacaste               |       | 9 juin 1993      | 5,00             | 0 - 7        | 610                | 67865            | 10° 19′ 01″ nord, 85° 49′ 59″ ouest |       |
| Térraba-Sierpe (es)                  | Puntarenas               |       | 11 décembre 1995 | 306,54           | 0            | 782                | 145527           | 8° 52′ 01″ nord, 83° 36′ 00″ ouest  |       |
| Gandoca-Manzanillo                   | Limón                    |       | 11 décembre 1995 | 94,45            | 0 - 185      | 783                | 145524           | 9° 37′ 01″ nord, 82° 40′ 01″ ouest  |       |
| Zone humide des Caraïbes du Nord-Est | Limón, Heredia           |       | 20 mars 1996     | 753,10           | 0 - 269      | 811                | 145525           | 10° 30′ nord, 83° 30′ ouest         |       |
| Île Cocos (es)                       | Puntarenas               |       | 10 avril 1998    | 996,23           | 0 - 634      | 940                | 166740           | 5° 33′ 00″ nord, 86° 58′ 59″ ouest  |       |
| Mangroves de Potrero Grande          | Guanacaste               |       | 6 mai 1999       | 1,39             | 0            | 981                | 198317           | 10° 51′ 00″ nord, 85° 46′ 59″ ouest |       |
| Laguna Respringue                    | Guanacaste               |       | 6 mai 1999       | 0,75             | 0            | 982                | 198318           | 10° 52′ 01″ nord, 85° 51′ 00″ ouest |       |
| Bassin du lac Arenal                 | Alajuela, Guanacaste     |       | 7 mars 2000      | 672,96           | 540          | 1022               | 220090           | 10° 30′ nord, 84° 51′ ouest         |       |
| Tourbières de Talamanca              | San José, Cartago, Limón |       | 2 février 2003   | 1 925,20         | 700 - 3 821  | 1286               | 900908           | 9° 30′ nord, 83° 42′ ouest          |       |
| Zone humide de Maquenque (en)        | Alajuela                 |       | 22 mai 2010      | 596,92           | 17 - 132     | 1918               | 555542744        | 10° 40′ 01″ nord, 84° 07′ 59″ ouest |       |